# Michal Finger
Michal Finger (* 2. September 1993 in Prag) ist ein tschechischer Volleyballspieler.

## Karriere
Finger probierte zunächst unterschiedliche Sportarten aus und war unter anderem im Modernen Fünfkampf aktiv, bevor er sich für Volleyball entschied. Er begann seine Karriere 2007 bei Dansport Prag. Dort blieb er nur kurz, bevor er zu CZU Prag wechselte. Der Diagonalangreifer wurde mit der tschechischen Nationalmannschaft Dritter der Europaliga 2013 und erhielt in diesem Wettbewerb eine Einzelauszeichnung als bester Angreifer. Außerdem nahm er mit Tschechien an der Europameisterschaft 2013 teil, die allerdings mit nur einem Satzgewinn nach der Vorrunde endete. Im Frühjahr 2014 konnte sich Finger mit der Nationalmannschaft für die EM 2015 qualifizieren. Anschließend wechselte er zum deutschen Bundesligisten VfB Friedrichshafen, mit dem er gleich in der ersten Saison das nationale Double aus Meisterschaft und Pokal gewann.
Nach mehreren Stationen in Italien, in der Türkei, in Griechenland und in Katar spielt Finger seit 2023 im ukrainischen Horodok und wurde hier nationaler Meister, Pokalsieger und Supercupsieger.